# The Virgin Queen (film, 1928)
Pour les articles homonymes, voir The Virgin Queen.
Pour plus de détails, voir Fiche technique et Distribution.
The Virgin Queen (« La Reine vierge ») est un film américain réalisé par Roy William Neill, sorti en 1928. 
Ce film muet en noir et blanc met en scène la reine d'Angleterre Élisabeth Ire (1533–1603), surnommée la « Reine vierge » (Virgin Queen).

## Fiche technique
- Titre original : The Virgin Queen
- Réalisation : Roy William Neill
- Scénario : Leon Abrams
- Directeur de la photographie : George Cave
- Producteur : Herbert T. Kalmus, Aubrey Scotto
- Société de production : Colorcraft Pictures, Technicolor
- Société de distribution : Metro-Goldwyn-Mayer
- Pays de production :  États-Unis
- Langue : anglais
- Format : Noir et blanc – 1,33:1 – 35 mm – Muet
- Genre : Drame, historique et biopic
- Longueur de pellicule : 491,65 m (2 bobines)
- Année : 1928
- Date de sortie : 
  - États-Unis : 12 mai 1928
- Autres titres connus :
  - États-Unis : Great Events #5: The Virgin Queen

## Distribution
- Dorothy Dwan : la reine Élisabeth (Queen Elizabeth)
- Forrest Stanley : Sir Walter Raleigh
- Aileen Manning[1]
- Armand Kaliz